# Prezbiofrenia
Prezbiofrenia (presbiofrenia, łac. presbyophrenia) – historyczny termin na określenie psychoz występujących w wieku podeszłym, o obrazie zespołu amnestycznego z podwyższoną aktywnością ruchową, podwyższonym nastrojem, dezorientacją, konfabulacjami, przy powierzchownie prawidłowym funkcjonowaniu. Struktura osobowości wydaje się nienaruszona, nie stwierdza się głębszych zaburzeń uczuciowości. Termin stworzył Karl Ludwig Kahlbaum w 1863 roku, w zależności od autora prezbiofrenia była uważana za odrębną jednostkę nozologiczną, postać otępienia, postać zespołu Korsakowa lub zespołu splątaniowego. Koncepcja traciła na popularności począwszy od lat 20. i jest obecnie zupełnie zarzucona, chociaż niektórzy autorzy podnosili jej użyteczność jako rozpoznawalnego podtypu zespołu otępiennego.